# Союз-34
Союз-34 — космічний корабель (КК) серії «Союз», типу Союз 7К-Т. Серійний номер 50. Реєстраційні номери: NSSDC ID: 1979-049A; NORAD ID: 11387. Безпілотний політ до орбітальної станції Салют-6; посадка з третім основним екіпажем (ЕО-3): Ляхов/Рюмін.
Під час польоту КК Союз-33 стався збій в роботі двигуна, тому стикування зі станцією скасували, а ЕО-3 не отримав корабля на заміну. Для заміни потенційно ненадійного КК Союз-32 відправлено Союз-34 без екіпажу.

## Параметри польоту
- Маса корабля — 6800 кг
- Нахил орбіти — 51,62°
- Орбітальний період — 89,91 хвилини
- Перигей — 199 км
- Апогей — 271,5 км

## Екіпаж

### Посадковий
- Командир ЕО-3: Ляхов Володимир Афанасійович
- Бортінженер ЕО-3: Рюмін Валерій Вікторович

## Хронологія польоту
Скорочення в таблиці: ПСП — передній стикувальний порт; ЗСП — задній стикувальний порт
| Дата      | Час (UTC) | Подія                                                                                 |
| --------- | --------- | ------------------------------------------------------------------------------------- |
| 1979 рік  |           |                                                                                       |
| 6 червня  | 18:12:41  | З космодрому Байконур ракетою-носієм Союз-У (11А511У) запущено КК Союз-34 без екіпажу |
| 8 червня  | 07:59:41  | Відстикування КК Прогрес-6 від ЗСП комплексу Салют-6 — Союз-32                        |
| 8 червня  | 20:02:06  | Стикування КК Союз-34 до ЗСП комплексу Салют-6 — Союз-32                              |
| 9 червня  | 18:52:46  | Гальмівний імпульс КК Прогрес-6                                                       |
| 9 червня  | 19:35?    | Схід з орбіти КК Прогрес-6                                                            |
| 13 червня | 09:51     | Відстикування КК Союз-32 без екіпажу від ЗСП комплексу Салют-6 — Союз-34              |
| 13 червня | 15:30:05  | Гальмівний імпульс КК Союз-32                                                         |
| 13 червня | 16:18:26  | Посадка КК Союз-32                                                                    |
| 14 червня | 16:18     | Відстикування КК Союз-34 з ЕО-3 від ЗСП станції Салют-6. Станція знелюдніла           |
| 14 червня | 16:52     | Стикування КК Союз-34 з ЕО-3 до ПСП станції Салют-6                                   |
| 28 червня | 09:25:11  | З космодрому Байконур ракетою-носієм Союз-У (11А511У) запущено КК Прогрес-7           |
| 30 червня | 11:18:22  | Стикування КК Прогрес-7 до ЗСП комплексу Салют-6 — Союз-34                            |
| 11 липня  |           | Схід з орбіти станції Скайлеб                                                         |
| 18 липня  | 03:49:55  | Відстикування КК Прогрес-7 від ЗСП комплексу Салют-6 — Союз-34                        |
| 20 липня  | 01:57:30  | Гальмівний імпульс КК Прогрес-7                                                       |
| 20 липня  | 02:45?    | Схід з орбіти КК Прогрес-7                                                            |
| 15 серпня | 14:16     | Початок ПКД-1 (виходу у відкритий космос) ЕО-3                                        |
| 15 серпня | 15:39     | Закінчення ПКД-1 ЕО-3 тривалістю 1:23                                                 |
| 19 серпня | 09:07     | Відстикування КК Союз-34 з ЕО-3 від ПСП станції Салют-6 Станція знелюдніла            |
| 19 серпня | 11:39:32  | Гальмівний імпульс КК Союз-34                                                         |
| 19 серпня | 12:29:26  | Посадка КК Союз-34                                                                    |